# My Oh My
My Oh My – utwór kubańsko-amerykańskiej piosenkarki i autorki tekstów, Camili Cabello z gościnnym udziałem amerykańskiego rapera, DaBaby’ego. Owo nagranie zostało wydane 6 stycznia 2020 roku jako szósty singel promujący drugi album studyjny piosenkarki, Romance (2019).
Singel w Polsce uzyskał certyfikat platynowej płyty.

## Występy na żywo
Obaj artyści wykonali utwór po raz pierwszy 12 grudnia 2019 roku na żywo w talk-show Jimmy’ego Fallona.

## Historia wydania
| Obszar            | Data            | Format                               | Wytwórnia                | Przypisy |
| ----------------- | --------------- | ------------------------------------ | ------------------------ | -------- |
| Cały świat        | 6 grudnia 2019  | digital download, media strumieniowe | Epic Records, Syco Music | [ 3 ]    |
| Stany Zjednoczone | 6 stycznia 2020 | adult contemporary radio             | Epic Records             | [ 4 ]    |
| Stany Zjednoczone | 7 stycznia 2020 | contemporary hit radio               | Epic Records             | [ 5 ]    |